# Even Ruud
Even Ruud, född 1947, är en norsk musikvetare och psykolog.
Han är professor vid Institutt for musikkvitenskap vid Universitetet i Oslo samt professor 2 i musikterapi vid Norges musikkhøgskole. 1978 var han ledare för den första musikkterapiutbildningen.